# Volkswagen Chattanooga Assembly Plant
Volkswagen Chattanooga Assembly Plant is een autoassemblagefabriek van Volkswagen AG in de stad Chattanooga in de Amerikaanse staat Tennessee. 
De bouw werd in juli 2008 aangekondigd en de fabriek opende plechtig in mei 2011. De fabriek is 350.000 m² groot en is gebouwd op een 6 km² groot perceel ten oosten van Chattanooga. Voor de opening werd de site opnieuw aangekoppeld op het goederenspoor en werd een nieuw knooppunt aangelegd op de Interstate 75. In 2013 legde Volkswagen een zonnepark aan op de site. Tegen 2020 had het bedrijf aanpalend zo'n 35 hectare drasland hersteld.
Van 2011 tot 2021 werd in de Volkswagen Chattanooga-fabriek de Volkswagen Passat gebouwd, sinds 2017 bouwt men er de Volkswagen Atlas (en Atlas Cross Sport) en sinds 2022 de elektrische Volkswagen ID.4. 
Er werken zo'n 5500 mensen. Na twee eerdere pogingen om er een vakbond op te richten, stemde het personeel in 2024 voor vertegenwoordiging door de United Auto Workers.

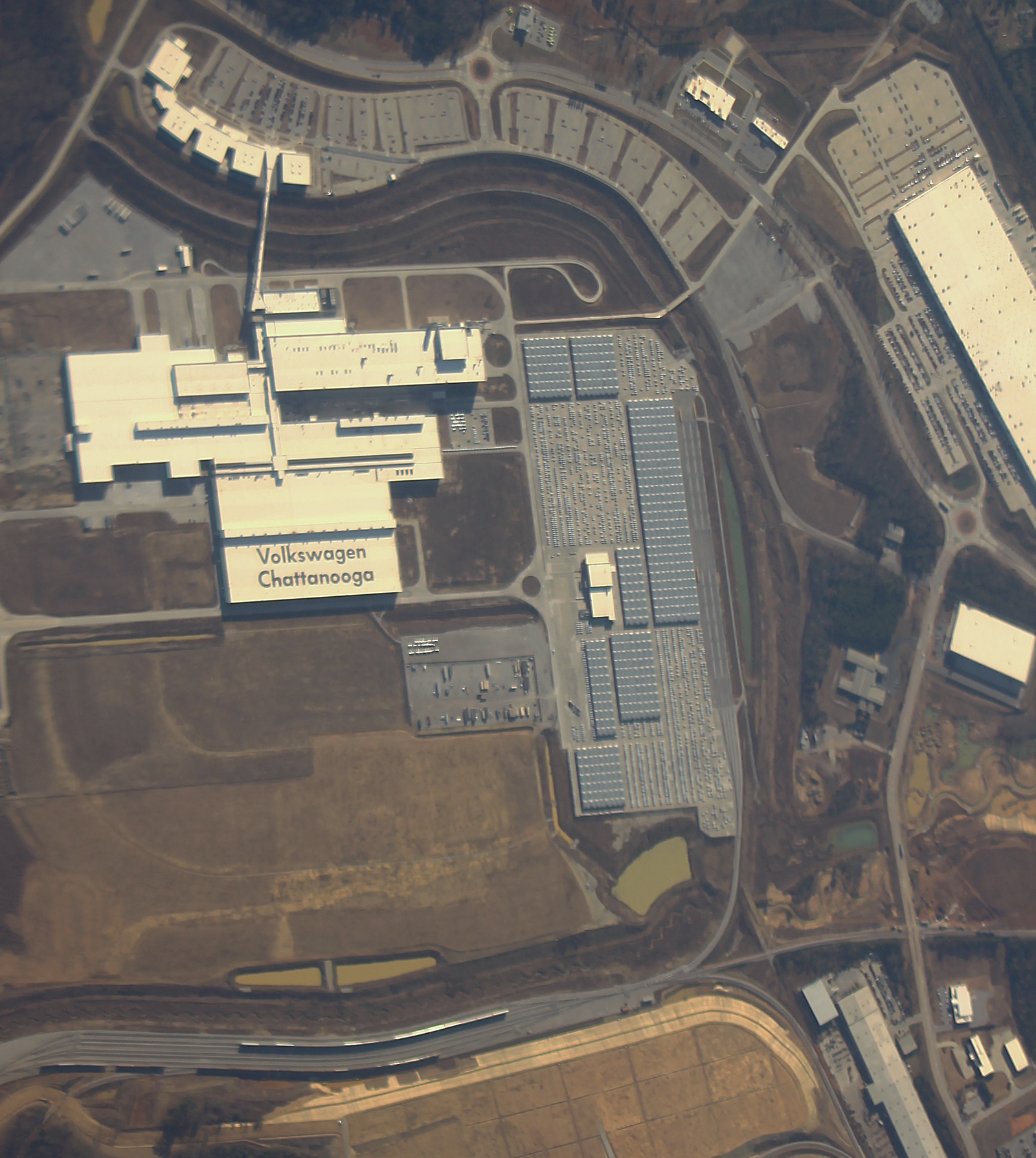
Luchtfoto van Chattanooga Assembly in 2014